# Alluvium
Alluvium er løst, ucementeret materiale som efterlades af floder eller gletsjere.
En flod opsamler og nedlægger i hele sin længde materiale som sten og skidt fra dens leje. Hvor floden strømmer hurtigt, opsamles der flere partikler end der lægges, og hvor floden strømmer langsomt lægges der flere materialer end der opsamles. Områder hvor partiklerne lægges kaldes alluviale sletter.
Selv åer og vandløb nedlægger alluvium, men det er ved de store flodsletter og deltaer at der dannes geologisk signifikante alluviale områder.
Alluvium består af mange materialer. Det fineste materiale kaldes silt og består af sand og mudder. Småsten og grus forefindes også typisk. Alluviale områder indeholder nogle gange værdifuldt malm med guld, platin eller diamanter. Mængden af materiale der medtages af floder er enormt. Navnene på flere floder viser dette: Den gule flod, Den Hvide Nil og Missouri kaldes også "Big Muddy". Det er blevet anslået at Mississippi årligt transporterer 406 mio. tons sediment til havet, den Gule Flod 796 mio. tons og Po 67 mio. tons.